# Западнорумънски планини
Западнорумънските планини, известни още и като Планини Апусени (на румънски: Munţii Apuseni; на унгарски: Erdélyi-szigethegység) са обширен планински масив, самостоятелна част от Карпатската планинска система, простиращ се западно от главното им било.
Разположени са в западната част на Република Румъния, в историческа Трансилвания. Имат своеобразна овална форма с диаметър 120 – 140 km. На запад постепенно се спускат към Среднодунавската низина, а на изток – към Трансилванското плато. Северната част на планинския масив е ограничен от долината на река Сомеш (ляв приток на Тиса), а на юг – от дълбоката долина на река Муреш (ляв приток на Тиса). Изградени са от гранити, кристалинни шисти, варовици и други скали с вулканичен произход, което обуславя извънредно разнообразните форми на релефа. От дълбоки и тясни речни долини цялата планинска система се поделя на отделни изолирани масиви. В централната им част е разположен платообразния планински масив Бихор (вр. Куркубате Маре 1848 m), а източно от него планината Джилъу (вр. Мунтеле Маре 1825 m). По източната и южната периферия на Западнорумънските планини се издигат съответно варовиковите планини Траскъу (1370 m) и Металифери (Металичи, вр. Поенца 1438 m). На югозапад е разположен хребета Зеранд (879 m), на запад – хребета Кодру (вр. Плешу 1112 m), а на северозапад и север – хребетите Пъдуря Краулуй (1024 m), Плопиш (786 m), Мезеш (997 m) и Фъджет (694 m). Цялата планинска система попада във водосборния басейн на река Тиса, като от нея водят началото си реките Сомешу Мик (лява съставяща на Сомеш), Кришул Алб и Кришул Негру (лява и дясна съставяща на Кьорьош), Агриж, Ариеш (десен приток на Муреш) и много други. Плоските била на масивите са заети от планински пасища, използвани за паша на стадата овце, а склоновете им са обрасли с иглалистни и букови гори. Западните по-ниски масиви са покрити предимно с дъбови гори. Широките долини и междупланински котловини са заети от кафяви горски почви и се използват за земеделски дейности. Извършват се контролирани дърдобивни работи. В Западнорумънските планини се разработват множество находища на злато (Бая де Ариеш, Бучум), сребро, полиметални руди, живак, боксити, кариери за мрамор, андезит и варовик.